# Mott the Hoople
A Mott the Hoople angol rockegyüttes volt. 1969-ben alakultak meg Herefordshire-ben. 1974-től 1978-ig "Mott" néven is működtek, majd 1976-tól 1980-ig "British Lions" néven folytatták pályafutásukat. 1980-ban feloszlottak. A zenekar hard, illetve glam rock stílusban játszott. 2009-ben és 2013-ban újból összeálltak egy koncert erejéig. Az együttes hatodik nagylemeze bekerült az 1001 lemez, amit hallanod kell, mielőtt meghalsz című könyvbe. 2018 nyarán újból összeálltak koncertezés céljából, 2019 őszén pedig újból koncerteztek, az USA-ban.

## Tagok
Sűrűek voltak a tagcserék a zenekarban, az eredeti felállás ez volt:
- Pete Overend Watts - basszusgitár, ének, gitár (1969-1980, 2009, 2013, 2017-ben elhunyt)
- Dale Griffin - dobok, vokál, ütős hangszerek (1969-1980, 2009, 2016-ban elhunyt)
- Ian Hunter - ének, gitár, zongora, basszusgitár (1969-1974, 2009, 2013, 2018)
- Mick Ralphs - gitár, billentyűk, ének (1969-1973, 2009, 2013)
- Verden Allen - orgona, ének (1969-1972, 2009, 2013)

2018-ban Ian Hunter mellé a következő zenészek csatlakoztak: Morgan Fisher, Ariel Bender, Mark Bosch, Dennis DiBizzi, Paul Page és Steve Holley.

## Diszkográfia

### Stúdióalbumok
- Mott the Hoople (1969)
- Mad Shadows (1970)
- Wildlife (1971)
- Brain Capers (1971)
- All the Young Dudes (1972)
- Mott (1973)
- The Hoople (1974)

### Mott néven
- Drive On (1975)
- Shouting and Pointing (1976)

### British Lions néven
- British Lions (1978)
- Trouble with Women (1980, de 1978-ban rögzítették)

A zenekar ezeken kívül még több koncert- és válogatáslemezt is piacra dobott.